# Wereldkampioenschap voetbal 2006 (kwalificatie AFC)

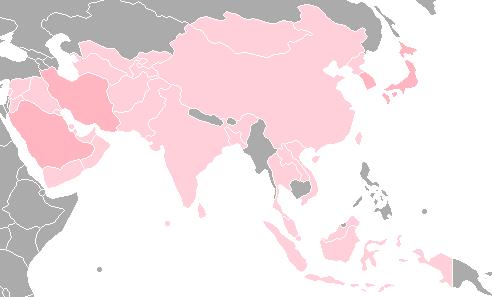
Gekwalificeerde landen
Niet gekwalificeerd

Namens de Aziatische bond AFC deden 39 landen mee aan de kwalificatieronden voor in ieder geval 4 plaatsen op het wereldkampioenschap voetbal 2006. Er was een vijfde plek mogelijk via de intercontinentale play-off. Het kwalificatietoernooi duurde van 19 november 2003 tot 16 november 2005.

## Opzet
Ditmaal bestond het kwalificatiedeel uit drie ronden. In de eerste ronde streden 14 landen (het 26ste tot met het 39ste AFC-land op de FIFA-wereldranglijst) in een uit- en thuisduel voor deelname aan de tweede ronde. De 7 winnaars gingen door naar de tweede ronde. Guam en Nepal trokken zich voor de wedstrijden terug, waardoor de beste verliezer Laos** (Laos speelde één keer gelijk, terwijl de andere verliezers beide wedstrijden verloren) ook door mocht. In de tweede ronde streden 32 landen, de 25 hoogste uit de ranglijst plus de zeven uit de eerste ronde, in acht groepen van vier op uit- en thuisbasis. De acht groepswinnaars gingen door naar de derde ronde. Die ronde bestond uit twee groepen van vier landen. Elke ploeg speelde tegen de andere landen uit zijn groep uit en thuis. De nummers 1 en 2 uit elke groep kwalificeerden zich voor het WK. De beide nummers 3 speelden een play-off in een uit- en thuismatch. De winnaar hiervan speelde tegen de nummer 4 uit Noord- en Midden-Amerika en het Caribisch gebied voor nog een kwalificatieplaats.

## Gekwalificeerde landen
| FIFA-lid      | Confederatie | Kwalificatie            | Kwal. datum | Aantal dln. (incl. 2006) | Dln. op rij | Eerste dln. | Laatste dln. | Titels (excl. 2006) | Beste prestatie |
| ------------- | ------------ | ----------------------- | ----------- | ------------------------ | ----------- | ----------- | ------------ | ------------------- | --------------- |
| Iran          | AFC          | Tweede ronde 2e groep 2 | 8 juni 2005 | 3e                       | 1           | 1978        | 1998         | 0                   | Groepsfase      |
| Japan         | AFC          | Tweede ronde 1e groep 2 | 8 juni 2005 | 3e                       | 3           | 1998        | 2002         | 0                   | Achtste finale  |
| Saoedi-Arabië | AFC          | Tweede ronde 1e groep 1 | 8 juni 2005 | 4e                       | 4           | 1994        | 2002         | 0                   | Achtste finale  |
| Zuid-Korea    | AFC          | Tweede ronde 2e groep 1 | 8 juni 2005 | 7e                       | 6           | 1954        | 2002         | 0                   | Vierde          |

## Voorronde

### Wedstrijden
| Team 1         | Totaal | Team 2       | 1e wedstrijd | 2e wedstrijd |
| -------------- | ------ | ------------ | ------------ | ------------ |
| Turkmenistan   | 13–0   | Afghanistan  | 11–0         | 2–0          |
| Chinees Taipei | 6–1    | Macau        | 3–0          | 3–1          |
| Bangladesh     | 4–0    | Tadzjikistan | 2–0          | 2–0          |
| Sri Lanka      | 3–0    | Laos         | 0–0          | 3–0          |
| Kirgizië       | 6–0    | Pakistan     | 4–0          | 2–0          |
| Malediven      | 13–0   | Mongolië     | 1–0          | 12–0         |

|                                           |                                                                                                 |         |             |                                                                                             |
| 19 november 2003 «onderlinge duels» 19:00 | Turkmenistan                                                                                    | 11 – 0  | Afghanistan | Olympische Stadion, Asjchabad Toeschouwers: 12.000 Scheidsrechter: Emil Busurmankulov (KGZ) |
| 19 november 2003 «onderlinge duels» 19:00 | Öwekow 6', 35' Kulyýew 8', 22', 81' Baýramow 27' Berdiýew 42' Agabaýew 49', 65', 67' Urazow 90' | Verslag |             | Olympische Stadion, Asjchabad Toeschouwers: 12.000 Scheidsrechter: Emil Busurmankulov (KGZ) |

|                                           |             |         |                  |                                                                             |
| 23 november 2003 «onderlinge duels» 13:30 | Afghanistan | 0 – 2   | Turkmenistan     | Ghazistadion, Kabul Toeschouwers: 6.000 Scheidsrechter: Jahangir Khan (PAK) |
| 23 november 2003 «onderlinge duels» 13:30 |             | Verslag | 85', 91' Kulyýew | Ghazistadion, Kabul Toeschouwers: 6.000 Scheidsrechter: Jahangir Khan (PAK) |

Turkmenistan won met 13–0 over twee wedstrijden en plaatst zich voor de tweede ronde.
|                                           |                                                       |         |       |                                                                                     |
| 23 november 2003 «onderlinge duels» 14:00 | Chinees Taipei                                        | 3 – 0   | Macau | Zhongshanstadion, Taipei Toeschouwers: 2.000 Scheidsrechter: Jimmy Napitupulu (IDN) |
| 23 november 2003 «onderlinge duels» 14:00 | Chuang Yao-tsung 23' Chen Jui-te 52' Chang Wu-yeh 57' | Verslag |       | Zhongshanstadion, Taipei Toeschouwers: 2.000 Scheidsrechter: Jimmy Napitupulu (IDN) |

|                                           |                 |         |                                         |                                                                                     |
| 29 november 2003 «onderlinge duels» 15:00 | Macau           | 1 – 3   | Chinees Taipei                          | Estádio Campo Desportivo, Macau Toeschouwers: 250 Scheidsrechter: Zhou Weixin (CHN) |
| 29 november 2003 «onderlinge duels» 15:00 | Fu Weng Lei 87' | Verslag | 14', 69' Chen Jui-te 66' Chiang Shih-lu | Estádio Campo Desportivo, Macau Toeschouwers: 250 Scheidsrechter: Zhou Weixin (CHN) |

Chinese Taipei won met 6–1 over twee wedstrijden en plaatst zich voor de tweede ronde.
|                                           |            |         |                          |                                                                                                 |
| 26 november 2003 «onderlinge duels» 15:00 | Bangladesh | 0 – 2   | Tadzjikistan             | Sher-e-Bangla Cricketstadion, Dhaka Toeschouwers: 6.000 Scheidsrechter: Virat Khanthachai (THA) |
| 26 november 2003 «onderlinge duels» 15:00 |            | Verslag | 11' Hamidov 51' Khakimov | Sher-e-Bangla Cricketstadion, Dhaka Toeschouwers: 6.000 Scheidsrechter: Virat Khanthachai (THA) |

|                                           |                          |         |            |                                                                                   |
| 30 november 2003 «onderlinge duels» 14:00 | Tadzjikistan             | 2 – 0   | Bangladesh | Pamirstadion, Doesjanbe Toeschouwers: 12.000 Scheidsrechter: Manuel Pereira (IND) |
| 30 november 2003 «onderlinge duels» 14:00 | Kholmatov 15' Rabiev 83' | Verslag |            | Pamirstadion, Doesjanbe Toeschouwers: 12.000 Scheidsrechter: Manuel Pereira (IND) |

Tadzjikistan won met 4–0 over twee wedstrijden en plaatst zich voor de tweede ronde.
|                                           |         |       |           |                                                                                      |
| 29 november 2003 «onderlinge duels» 17:00 | Laos    | 0 – 0 | Sri Lanka | Nationaal Stadion, Vientiane Toeschouwers: 4.500 Scheidsrechter: Luong The Tai (VIE) |
| 29 november 2003 «onderlinge duels» 17:00 | Verslag |       |           | Nationaal Stadion, Vientiane Toeschouwers: 4.500 Scheidsrechter: Luong The Tai (VIE) |

|                                          |                                       |         |      |                                                                                  |
| 3 december 2003 «onderlinge duels» 18:30 | Sri Lanka                             | 3 – 0   | Laos | Sugathadasastadion, Colombo Toeschouwers: 6.000 Scheidsrechter: Ali Saleem (MDV) |
| 3 december 2003 «onderlinge duels» 18:30 | Ediri 35' Jayasuriya 59' Hameed 90+3' | Verslag |      | Sugathadasastadion, Colombo Toeschouwers: 6.000 Scheidsrechter: Ali Saleem (MDV) |

Sri Lanka won met 3–0 over twee wedstrijden en plaatst zich voor de tweede ronde.
|                                           |          |         |                            |                                                                                     |
| 29 november 2003 «onderlinge duels» 15:00 | Pakistan | 0 – 2   | Kirgizië                   | Nationaal Stadion, Karachi Toeschouwers: 10.000 Scheidsrechter: Ibrahim Nesar (BAN) |
| 29 november 2003 «onderlinge duels» 15:00 |          | Verslag | 36' Boldygin 59' Chikishev | Nationaal Stadion, Karachi Toeschouwers: 10.000 Scheidsrechter: Ibrahim Nesar (BAN) |

|                                          |                                                     |         |          |                                                                                  |
| 3 december 2003 «onderlinge duels» 13:00 | Kirgizië                                            | 4 – 0   | Pakistan | Spartakstadion, Bisjkek Toeschouwers: 12.000 Scheidsrechter: Mamed Mamedov (TKM) |
| 3 december 2003 «onderlinge duels» 13:00 | Chikishev 18' Chertkov 28' Boldygin 67' Krasnov 92' | Verslag |          | Spartakstadion, Bisjkek Toeschouwers: 12.000 Scheidsrechter: Mamed Mamedov (TKM) |

Kirgizië won met 6–0 over twee wedstrijden en plaatst zich voor de tweede ronde.
|                                           |          |         |           |                                                                                             |
| 29 november 2003 «onderlinge duels» 13:00 | Mongolië | 0 – 1   | Malediven | Nationaal Sportstadion, Ulaanbaatar Toeschouwers: 2.000 Scheidsrechter: Yang Zhiqiang (CHN) |
| 29 november 2003 «onderlinge duels» 13:00 |          | Verslag | 24' Nizam | Nationaal Sportstadion, Ulaanbaatar Toeschouwers: 2.000 Scheidsrechter: Yang Zhiqiang (CHN) |

|                                          | |         |          |                                                                                            |
| 3 december 2003 «onderlinge duels» 15:35 | Malediven | 12 – 0  | Mongolië | Rasmee Dhandustadion, Malé Toeschouwers: 9.000 Scheidsrechter: Deshapryia Arambekade (SRI) |
| 3 december 2003 «onderlinge duels» 15:35 | Ashfaq 4', 61', 63', 68' Nizam 42' Fazeel 45+1', 45+4' Ghani 65' Thoriq 74', 78' Battulga 75' (e.d.) Nazeeh 80' | Verslag |          | Rasmee Dhandustadion, Malé Toeschouwers: 9.000 Scheidsrechter: Deshapryia Arambekade (SRI) |

Maldiven won met 13–0 over twee wedstrijden en plaatst zich voor de tweede ronde.

### Ranking verliezers
Guam en Nepal zouden ook tegen elkaar spelen. Maar eerst trok Nepal zich terug (Guam plaatste zich op dat moment automatisch voor de volgende ronde) en later trok ook Guam zich terug. Daarom besloot de FIFA dat een van de verliezers uit de voorronde zich alsnog zou plaatsen voor de eerste ronde. Hierbij werd gekeken naar het 'beste verliezende land', met als criteria: a) punten; b) doelsaldo; c) aantal gescoorde doelpunten. In onderstaand schema is te zien dat Laos zich zo alsnog plaatse voor de eerste ronde.
| Team        | Pld | W | D | L | GF | GA | GD  | Pts |
| ----------- | --- | - | - | - | -- | -- | --- | --- |
| Laos        | 2   | 0 | 1 | 1 | 0  | 3  | −3  | 1   |
| Bangladesh  | 2   | 0 | 0 | 2 | 0  | 4  | −4  | 0   |
| Macau       | 2   | 0 | 0 | 2 | 1  | 6  | −5  | 0   |
| Pakistan    | 2   | 0 | 0 | 2 | 0  | 6  | −6  | 0   |
| Afghanistan | 2   | 0 | 0 | 2 | 0  | 13 | −13 | 0   |
| Mongolië    | 2   | 0 | 0 | 2 | 0  | 13 | −13 | 0   |

Laos kwalificeert zich voor de tweede ronde.

## Eerste ronde

### Groep 1
Voor Iran dreigde een afgang, toen Jordanië verrassend won in Teheran met 0-1, een thuisnederlaag die uniek was in het Iraanse voetbal. In de tweede serie herstelde Iran zich door in Amman Jordanië met 2-0 te verslaan door twee doelpunten in de laatste tien minuten. Nadat Iran met 2-3 van Qatar won en Jordanië van Qatar verloor was kwalificatie van Iran toch zeker. 
| Nr. | Land     | GW | W | G | V | DV | DT | DS  | Ptn | Resultaat             |
| --- | -------- | -- | - | - | - | -- | -- | --- | --- | --------------------- |
| 1   | Iran     | 6  | 5 | 0 | 1 | 22 | 4  | +18 | 15  | Naar de tweede ronde. |
| 2   | Jordanië | 6  | 4 | 0 | 2 | 10 | 6  | +4  | 12  |                       |
| 3   | Qatar    | 6  | 3 | 0 | 3 | 16 | 8  | +8  | 9   |                       |
| 4   | Laos     | 6  | 0 | 0 | 6 | 3  | 33 | –30 | 0   |                       |

|                                           |                                                                |         |      |                                                                                                |
| 18 februari 2004 «onderlinge duels» 16:00 | Jordanië                                                       | 5 – 0   | Laos | Amman International Stadium, Amman Toeschouwers: 5.000 Scheidsrechter: Sultan Al Mozahmi (OMA) |
| 18 februari 2004 «onderlinge duels» 16:00 | Aqel 40' Shelbaieh 45' Al-Shagran 63' Ragheb 90' Shehdeh 90+2' | Verslag |      | Amman International Stadium, Amman Toeschouwers: 5.000 Scheidsrechter: Sultan Al Mozahmi (OMA) |

|                                           |                                          |         |            |                                                                               |
| 18 februari 2004 «onderlinge duels» 19:00 | Iran                                     | 3 – 1   | Qatar      | Azadistadion, Teheran Toeschouwers: 0 Scheidsrechter: Khader Haj Khader (SYR) |
| 18 februari 2004 «onderlinge duels» 19:00 | Vahedi 8' Mahdavikia 44' Daei 62' (pen.) | Verslag | 70' Hamzah | Azadistadion, Teheran Toeschouwers: 0 Scheidsrechter: Khader Haj Khader (SYR) |

|                                        |      |         |                                                                           |                                                                                    |
| 31 maart 2004 «onderlinge duels» 17:00 | Laos | 0 – 7   | Iran                                                                      | Anouvongstadion, Vientiane Toeschouwers: 7.000 Scheidsrechter: Yang Mu Sheng (TPE) |
| 31 maart 2004 «onderlinge duels» 17:00 |      | Verslag | 9', 17' Daei 32', 36' Enayati 54' (e.d.) Khouphachansy 68', 83' Taghipour | Anouvongstadion, Vientiane Toeschouwers: 7.000 Scheidsrechter: Yang Mu Sheng (TPE) |

|                                        |           |         |       |                                                                                            |
| 31 maart 2004 «onderlinge duels» 18:30 | Jordanië  | 1 – 0   | Qatar | Amman International Stadium, Amman Toeschouwers: 15.000 Scheidsrechter: Qasem Shaban (KUW) |
| 31 maart 2004 «onderlinge duels» 18:30 | Salim 70' | Verslag |       | Amman International Stadium, Amman Toeschouwers: 15.000 Scheidsrechter: Qasem Shaban (KUW) |

|                                      |      |         |               |                                                                                |
| 9 juni 2004 «onderlinge duels» 18:30 | Iran | 0 – 1   | Jordanië      | Azadistadion, Teheran Toeschouwers: 35.000 Scheidsrechter: Toru Kamikawa (JPN) |
| 9 juni 2004 «onderlinge duels» 18:30 |      | Verslag | 83' Al-Shboul | Azadistadion, Teheran Toeschouwers: 35.000 Scheidsrechter: Toru Kamikawa (JPN) |

|                                      |                                             |         |      |                                                                                       |
| 9 juni 2004 «onderlinge duels» 19:30 | Qatar                                       | 5 – 0   | Laos | Thani bin Jassimstadion, Doha Toeschouwers: 500 Scheidsrechter: Naji Abu Armana (PLE) |
| 9 juni 2004 «onderlinge duels» 19:30 | Mustafa 17', 37' Jassem 69', 86' Bechir 89' | Verslag |      | Thani bin Jassimstadion, Doha Toeschouwers: 500 Scheidsrechter: Naji Abu Armana (PLE) |

|                                           |                 |         |                                                                        |                                                                                       |
| 8 september 2004 «onderlinge duels» 17:00 | Laos            | 1 – 6   | Qatar                                                                  | Anouvongstadion, Vientiane Toeschouwers: 2.900 Scheidsrechter: Jimmy Napitupulu (IDN) |
| 8 september 2004 «onderlinge duels» 17:00 | Chanthalome 88' | Verslag | 36' Rizik 42' Kamil 50' Bechir 70' Hamzah 86' Abdullah 89' Al-Shammari | Anouvongstadion, Vientiane Toeschouwers: 2.900 Scheidsrechter: Jimmy Napitupulu (IDN) |

|                                           |          |         |                     |                                                                                      |
| 8 september 2004 «onderlinge duels» 20:00 | Jordanië | 0 – 2   | Iran                | Amman International Stadium, Amman Toeschouwers: 20.000 Scheidsrechter: Lu Jun (CHN) |
| 8 september 2004 «onderlinge duels» 20:00 |          | Verslag | 80' Vahedi 91' Daei | Amman International Stadium, Amman Toeschouwers: 20.000 Scheidsrechter: Lu Jun (CHN) |

|                                          |                                   |         |                                     |                                                                               |
| 13 oktober 2004 «onderlinge duels» 17:00 | Laos                              | 2 – 3   | Jordanië                            | Anouvongstadion, Vientiane Toeschouwers: 3.000 Scheidsrechter: Ram Gosh (BAN) |
| 13 oktober 2004 «onderlinge duels» 17:00 | Phaphouvanin 13' Thongphachan 53' | Verslag | 28' Al-Maharmeh 73', 76' Al-Shagran | Anouvongstadion, Vientiane Toeschouwers: 3.000 Scheidsrechter: Ram Gosh (BAN) |

|                                          |                                      |         |                               |                                                                                        |
| 13 oktober 2004 «onderlinge duels» 19:30 | Qatar                                | 2 – 3   | Iran                          | Thani bin Jassimstadion, Doha Toeschouwers: 8.000 Scheidsrechter: Kwon Jong-chul (KOR) |
| 13 oktober 2004 «onderlinge duels» 19:30 | Mohammed 18' Golmohammadi 75' (e.d.) | Verslag | 9', 89' Hashemian 78' Borhani | Thani bin Jassimstadion, Doha Toeschouwers: 8.000 Scheidsrechter: Kwon Jong-chul (KOR) |

|                                           |                          |         |          |                                                                                          |
| 17 november 2004 «onderlinge duels» 19:00 | Qatar                    | 2 – 0   | Jordanië | Thani bin Jassimstadion, Doha Toeschouwers: 800 Scheidsrechter: Toshimitsu Yoshida (JPN) |
| 17 november 2004 «onderlinge duels» 19:00 | Al-Mal 60' Al Khater 75' | Verslag |          | Thani bin Jassimstadion, Doha Toeschouwers: 800 Scheidsrechter: Toshimitsu Yoshida (JPN) |

|                                           |                                                      |         |      |                                                                                |
| 17 november 2004 «onderlinge duels» 19:30 | Iran                                                 | 7 – 0   | Laos | Azadistadion, Teheran Toeschouwers: 30.000 Scheidsrechter: Mamed Mamedov (TKM) |
| 17 november 2004 «onderlinge duels» 19:30 | Daei 8', 20', 28', 58' Nekounam 63', 72' Borhani 69' | Verslag |      | Azadistadion, Teheran Toeschouwers: 30.000 Scheidsrechter: Mamed Mamedov (TKM) |

### Groep 2
Oezbekistan had zich de vorige WK-reeksen steeds geplaatst voor de finale-poules, maar leek nu in de problemen te komen door in Tasjkent met 1-1 gelijk te spelen tegen de belangrijkste concurrent Irak. Omdat Irak gelijk speelde tegen Palestina had Oezbekistan in de return genoeg aan een gelijkspel om zich te plaatsen voor de kwalificatie, het Olympische team van Irak zorgde in de zomer van 2004 voor een stunt door de halve finales van het Olympische toernooi te halen. Vanwege de Iraakse burgeroorlog werd de wedstrijd in de Jordaanse hoodfstad Amman gespeeld, Oezbekistan won met 1-2 en plaatste zich voor de tweede ronde.
| Nr. | Land           | GW | W | G | V | DV | DT | DS  | Ptn | Resultaat             |
| --- | -------------- | -- | - | - | - | -- | -- | --- | --- | --------------------- |
| 1   | Oezbekistan    | 6  | 5 | 1 | 0 | 16 | 3  | +13 | 16  | Naar de tweede ronde. |
| 2   | Irak           | 6  | 3 | 2 | 1 | 17 | 7  | +10 | 11  |                       |
| 3   | Palestina      | 6  | 2 | 1 | 3 | 11 | 11 | 0   | 7   |                       |
| 4   | Chinees Taipei | 6  | 0 | 0 | 6 | 3  | 26 | –23 | 0   |                       |

|                                           |             |         |           |                                                                                                  |
| 18 februari 2004 «onderlinge duels» 17:00 | Oezbekistan | 1 – 1   | Irak      | Pakhtakor Markaziystadion, Tasjkent Toeschouwers: 24.000 Scheidsrechter: Suresh Srinivasan (IND) |
| 18 februari 2004 «onderlinge duels» 17:00 | Soliev 78'  | Verslag | 57' Salah | Pakhtakor Markaziystadion, Tasjkent Toeschouwers: 24.000 Scheidsrechter: Suresh Srinivasan (IND) |

|                                           |                                                                              |         |                |                                                                                                 |
| 18 februari 2004 «onderlinge duels» 18:30 | Palestina                                                                    | 8 – 0   | Chinees Taipei | Al-Wakrahstadion, Al Wakrah (Qatar) Toeschouwers: 1.000 Scheidsrechter: Mukhtar Al Yarimi (YEM) |
| 18 februari 2004 «onderlinge duels» 18:30 | Al-Kord 10' Habaib 20', 32' Atura 43' Kettlun 52', 86' Amer 76' Keshkesh 82' | Verslag |                | Al-Wakrahstadion, Al Wakrah (Qatar) Toeschouwers: 1.000 Scheidsrechter: Mukhtar Al Yarimi (YEM) |

|                                        |                |         |              |                                                                                            |
| 31 maart 2004 «onderlinge duels» 15:00 | Chinees Taipei | 0 – 1   | Oezbekistan  | Zhongshanstadion, Taipei Toeschouwers: 2.500 Scheidsrechter: Setiyono Midi Nitrorejo (IDN) |
| 31 maart 2004 «onderlinge duels» 15:00 |                | Verslag | 59' Koshelev | Zhongshanstadion, Taipei Toeschouwers: 2.500 Scheidsrechter: Setiyono Midi Nitrorejo (IDN) |

|                                        |             |         |            |                                                                                              |
| 31 maart 2004 «onderlinge duels» 17:05 | Palestina   | 1 – 1   | Irak       | Al-Wakrahstadion, Al Wakrah (Qatar) Toeschouwers: 500 Scheidsrechter: Hassan Al Shoufi (SYR) |
| 31 maart 2004 «onderlinge duels» 17:05 | Kettlun 72' | Verslag | 20' Farhan | Al-Wakrahstadion, Al Wakrah (Qatar) Toeschouwers: 500 Scheidsrechter: Hassan Al Shoufi (SYR) |

|                                      |                                                    |         |                | |
| 9 juni 2004 «onderlinge duels» 18:00 | Irak                                               | 6 – 1   | Chinees Taipei | Amman International Stadium, Amman, Jordanië Toeschouwers: 2.000 Scheidsrechter: Jassim Al Hail (QAT) |
| 9 juni 2004 «onderlinge duels» 18:00 | Farhan 2', 14' Fawzi 18' Mnajed 50', 85' Swadi 68' | Verslag | 57' Huang      | Amman International Stadium, Amman, Jordanië Toeschouwers: 2.000 Scheidsrechter: Jassim Al Hail (QAT) |

|                                      |                                          |         |           |                                                                                              |
| 9 juni 2004 «onderlinge duels» 19:00 | Oezbekistan                              | 3 – 0   | Palestina | Pakhtakor Markaziystadion, Tasjkent Toeschouwers: 35.000 Scheidsrechter: Masoud Moradi (IRN) |
| 9 juni 2004 «onderlinge duels» 19:00 | Ashurmatov 6' Shishelov 42' Djeparov 89' | Verslag |           | Pakhtakor Markaziystadion, Tasjkent Toeschouwers: 35.000 Scheidsrechter: Masoud Moradi (IRN) |

|                                           |                |         |                                      |                                                                                         |
| 8 september 2004 «onderlinge duels» 15:00 | Chinees Taipei | 1 – 4   | Irak                                 | Zhongshanstadion, Taipei Toeschouwers: 5.000 Scheidsrechter: Purushothaman Baskar (IND) |
| 8 september 2004 «onderlinge duels» 15:00 | Huang 82'      | Verslag | 4', 43' Sadir 75' Attiya 86' Mahmoud | Zhongshanstadion, Taipei Toeschouwers: 5.000 Scheidsrechter: Purushothaman Baskar (IND) |

|                                           |           |         |                                     |                                                                                               |
| 8 september 2004 «onderlinge duels» 18:30 | Palestina | 0 – 3   | Oezbekistan                         | Ahmed bin Alistadion, Ar Rayyan, Qatar Toeschouwers: 400 Scheidsrechter: Shamsul Maidin (SIN) |
| 8 september 2004 «onderlinge duels» 18:30 |           | Verslag | 9' Qosimov 32' Djeparov 78' Bikmoev | Ahmed bin Alistadion, Ar Rayyan, Qatar Toeschouwers: 400 Scheidsrechter: Shamsul Maidin (SIN) |

|                                          |           |         |                           | |
| 13 oktober 2004 «onderlinge duels» 18:00 | Irak      | 1 – 2   | Oezbekistan               | Amman International Stadium, Amman, Jordanië Toeschouwers: 10.000 Scheidsrechter: Shamsul Maidin (SIN) |
| 13 oktober 2004 «onderlinge duels» 18:00 | Munir 29' | Verslag | 10' Sjatskich 22' Geynrix | Amman International Stadium, Amman, Jordanië Toeschouwers: 10.000 Scheidsrechter: Shamsul Maidin (SIN) |

|                                          |                |         |            |                                                                                |
| 14 oktober 2004 «onderlinge duels» 16:00 | Chinees Taipei | 0 – 1   | Palestina  | Zhongshanstadion, Taipei Toeschouwers: 500 Scheidsrechter: Riyaz Rasheed (MDV) |
| 14 oktober 2004 «onderlinge duels» 16:00 |                | Verslag | 90+4' Amer | Zhongshanstadion, Taipei Toeschouwers: 500 Scheidsrechter: Riyaz Rasheed (MDV) |

|                                           |                                       |         |            |                                                                                            |
| 16 november 2004 «onderlinge duels» 19:30 | Irak                                  | 4 – 1   | Palestina  | Thani bin Jassimstadion, Doha, Qatar Toeschouwers: 500 Scheidsrechter: Ali Al Mutlaq (KSA) |
| 16 november 2004 «onderlinge duels» 19:30 | Munir 54', 58' Mohammed 65' Akram 70' | Verslag | 71' Zatara | Thani bin Jassimstadion, Doha, Qatar Toeschouwers: 500 Scheidsrechter: Ali Al Mutlaq (KSA) |

|                                           |                                                             |         |                |                                                                                             |
| 17 november 2004 «onderlinge duels» 16:00 | Oezbekistan                                                 | 6 – 1   | Chinees Taipei | Pakhtakor Markaziystadion, Tasjkent Toeschouwers: 20.000 Scheidsrechter: Muhsen Basma (SYR) |
| 17 november 2004 «onderlinge duels» 16:00 | Geynrix 5' Qosimov 12', 45', 85' Sjatskich 18' Koshelev 34' | Verslag | 64' Huang      | Pakhtakor Markaziystadion, Tasjkent Toeschouwers: 20.000 Scheidsrechter: Muhsen Basma (SYR) |

### Groep 3
Japan had in de eerste wedstrijd veel moeite met Oman, het duurde tot in de blessuretijd voor het verlossende doelpunt werd gescoord. Uiteindelijk was kwalificatie geen enkel probleem, Japan won alle zes wedstrijden. 
| Nr. | Land      | GW | W | G | V | DV | DT | DS  | Ptn | Resultaat             |
| --- | --------- | -- | - | - | - | -- | -- | --- | --- | --------------------- |
| 1   | Japan     | 6  | 6 | 0 | 0 | 16 | 1  | +15 | 18  | Naar de tweede ronde. |
| 2   | Oman      | 6  | 3 | 1 | 2 | 14 | 3  | +11 | 10  |                       |
| 3   | India     | 6  | 1 | 1 | 4 | 2  | 18 | –16 | 4   |                       |
| 4   | Singapore | 6  | 1 | 0 | 5 | 3  | 13 | –10 | 3   |                       |

|                                           |            |         |           |                                                                                      |
| 18 februari 2004 «onderlinge duels» 16:00 | India      | 1 – 0   | Singapore | Fatordastadion, Margao Toeschouwers: 28.000 Scheidsrechter: Farajollah Yasrebi (IRN) |
| 18 februari 2004 «onderlinge duels» 16:00 | Renedy 50' | Verslag |           | Fatordastadion, Margao Toeschouwers: 28.000 Scheidsrechter: Farajollah Yasrebi (IRN) |

|                                           |            |         |      |                                                                                      |
| 18 februari 2004 «onderlinge duels» 19:20 | Japan      | 1 – 0   | Oman | Saitamastadion, Saitama Toeschouwers: 60.270 Scheidsrechter: Halim Abdul Hamid (MAS) |
| 18 februari 2004 «onderlinge duels» 19:20 | Kubo 90+2' | Verslag |      | Saitamastadion, Saitama Toeschouwers: 60.270 Scheidsrechter: Halim Abdul Hamid (MAS) |

|                                        |            |         |                                                       |                                                                                          |
| 31 maart 2004 «onderlinge duels» 17:45 | India      | 1 – 5   | Oman                                                  | Jawaharlal Nehrustadion, Kochi Toeschouwers: 48.000 Scheidsrechter: Danny Kim Heng (MAS) |
| 31 maart 2004 «onderlinge duels» 17:45 | Renedy 18' | Verslag | 12' Amad Ali 26', 49' Ahmed Mubarak 60', 88' Al-Hinai | Jawaharlal Nehrustadion, Kochi Toeschouwers: 48.000 Scheidsrechter: Danny Kim Heng (MAS) |

|                                        |            |         |                         |                                                                                      |
| 31 maart 2004 «onderlinge duels» 20:00 | Singapore  | 1 – 2   | Japan                   | Jalan Besarstadion, Singapore Toeschouwers: 6.000 Scheidsrechter: Bae Jae-yong (KOR) |
| 31 maart 2004 «onderlinge duels» 20:00 | Sahdan 62' | Verslag | 33' Takahara 81' Fujita | Jalan Besarstadion, Singapore Toeschouwers: 6.000 Scheidsrechter: Bae Jae-yong (KOR) |

|                                      |                                                                                |         |       |                                                                                 |
| 9 juni 2004 «onderlinge duels» 19:20 | Japan                                                                          | 7 – 0   | India | Saitamastadion, Saitama Toeschouwers: 63.000 Scheidsrechter: Huang Junjie (CHN) |
| 9 juni 2004 «onderlinge duels» 19:20 | Kubo 12' Fukunishi 25' Nakamura 29' Suzuki 54' Nakazawa 65', 76' Ogasawara 68' | Verslag |       | Saitamastadion, Saitama Toeschouwers: 63.000 Scheidsrechter: Huang Junjie (CHN) |

|                                      |                                                            |         |           | |
| 9 juni 2004 «onderlinge duels» 19:45 | Oman                                                       | 7 – 0   | Singapore | Sultan Qaboos Sports Complex, Muscat Toeschouwers: 2.000 Scheidsrechter: Abdulhameed Ebrahim (BHR) |
| 9 juni 2004 «onderlinge duels» 19:45 | Al-Maimani 9', 44', 64', 86' Ayil 25', 53' Al-Mukhaini 39' | Verslag |           | Sultan Qaboos Sports Complex, Muscat Toeschouwers: 2.000 Scheidsrechter: Abdulhameed Ebrahim (BHR) |

|                                           |       |         |                                               |                                                                                          |
| 8 september 2004 «onderlinge duels» 17:30 | India | 0 – 4   | Japan                                         | Yuva Bharati Krirangan, Calcutta Toeschouwers: 90.000 Scheidsrechter: Basel Hajjar (SYR) |
| 8 september 2004 «onderlinge duels» 17:30 |       | Verslag | 45' Suzuki 60' Ono 71' Fukunishi 87' Miyamoto | Yuva Bharati Krirangan, Calcutta Toeschouwers: 90.000 Scheidsrechter: Basel Hajjar (SYR) |

|                                           |           |         |                    |                                                                                               |
| 8 september 2004 «onderlinge duels» 19:30 | Singapore | 0 – 2   | Oman               | Jalan Besarstadion, Singapore Toeschouwers: 4.000 Scheidsrechter: Deshapryia Arambekade (SRI) |
| 8 september 2004 «onderlinge duels» 19:30 |           | Verslag | 3' Shaaban 82' Ali | Jalan Besarstadion, Singapore Toeschouwers: 4.000 Scheidsrechter: Deshapryia Arambekade (SRI) |

|                                          |      |         |            |                                                                                        |
| 13 oktober 2004 «onderlinge duels» 18:30 | Oman | 0 – 1   | Japan      | Sultan Qaboos Sports Complex, Muscat Toeschouwers: 35.000 Scheidsrechter: Lu Jun (CHN) |
| 13 oktober 2004 «onderlinge duels» 18:30 |      | Verslag | 52' Suzuki | Sultan Qaboos Sports Complex, Muscat Toeschouwers: 35.000 Scheidsrechter: Lu Jun (CHN) |

|                                          |                     |         |       |                                                                                       |
| 13 oktober 2004 «onderlinge duels» 19:30 | Singapore           | 2 – 0   | India | Jalan Besarstadion, Singapore Toeschouwers: 3.609 Scheidsrechter: Yousuf Husain (BHR) |
| 13 oktober 2004 «onderlinge duels» 19:30 | Sahdan 73' Amri 76' | Verslag |       | Jalan Besarstadion, Singapore Toeschouwers: 3.609 Scheidsrechter: Yousuf Husain (BHR) |

|                                           |         |       |       |                                                                                                  |
| 17 november 2004 «onderlinge duels» 18:00 | Oman    | 0 – 0 | India | Sultan Qaboos Sports Complex, Muscat Toeschouwers: 2.000 Scheidsrechter: Mahmoud Nurilddin (IRQ) |
| 17 november 2004 «onderlinge duels» 18:00 | Verslag |       |       | Sultan Qaboos Sports Complex, Muscat Toeschouwers: 2.000 Scheidsrechter: Mahmoud Nurilddin (IRQ) |

|                                           |            |         |           |                                                                                 |
| 17 november 2004 «onderlinge duels» 19:20 | Japan      | 1 – 0   | Singapore | Saitamastadion, Saitama Toeschouwers: 58.881 Scheidsrechter: Mohsen Torky (IRN) |
| 17 november 2004 «onderlinge duels» 19:20 | Tamada 13' | Verslag |           | Saitamastadion, Saitama Toeschouwers: 58.881 Scheidsrechter: Mohsen Torky (IRN) |

### Groep 4
Na het teleurstellend verlopen WK-debuut van 2002 (drie nederlagen, doelcijfers: nul voor, negen tegen) stapte Bora Milutinović op als bondscoach van China, de Nederlander Arie Haan volgde hem op. Haan begon goed met een 1-0 overwinning op Koeweit, de enige concurrent om plaatsing naar de tweede ronde. Na vier zeges werd er met dezelfde cijfers verloren van Koeweit, nu kwam het aan op doelsaldo, China moest een achterstand van twee doelpunten goed maken. Na een uur stond China met 5-0 voor tegen Hong Kong, Koeweit met 2-1 tegen Maleisië. In het laatste half uur scoorde Koeweit vier keer (6-1), China scoorde alleen nog twee doelpunten in de slotfase (7-0). China kwam één doelpunt tekort om zich te plaatsen voor de tweede ronde en Haan stapte op.
| Nr. | Land     | GW | W | G | V | DV | DT | DS  | Ptn | Resultaat             |
| --- | -------- | -- | - | - | - | -- | -- | --- | --- | --------------------- |
| 1   | Koeweit  | 6  | 5 | 0 | 1 | 15 | 2  | +13 | 15  | Naar de tweede ronde. |
| 2   | China    | 6  | 5 | 0 | 1 | 14 | 1  | +13 | 15  |                       |
| 3   | Hongkong | 6  | 2 | 0 | 4 | 5  | 15 | –10 | 6   |                       |
| 4   | Maleisië | 6  | 0 | 0 | 6 | 2  | 18 | –16 | 0   |                       |

|                                           |                 |         |         |                                                                                   |
| 18 februari 2004 «onderlinge duels» 19:30 | China           | 1 – 0   | Koeweit | Tianhestadion, Guangzhou Toeschouwers: 50.000 Scheidsrechter: Dmitriy Roman (UZB) |
| 18 februari 2004 «onderlinge duels» 19:30 | Hao Haidong 75' | Verslag |         | Tianhestadion, Guangzhou Toeschouwers: 50.000 Scheidsrechter: Dmitriy Roman (UZB) |

|                                           |           |         |                                                   |                                                                                           |
| 18 februari 2004 «onderlinge duels» 20:45 | Maleisië  | 1 – 3   | Hongkong                                          | Darulmakmurstadion, Kuantan Toeschouwers: 12.000 Scheidsrechter: Santhan Nagalingam (SIN) |
| 18 februari 2004 «onderlinge duels» 20:45 | Talib 39' | Verslag | 17' Ng Wai Chiu 84' Chu Siu Kei 93' Kwok Yue Hung | Darulmakmurstadion, Kuantan Toeschouwers: 12.000 Scheidsrechter: Santhan Nagalingam (SIN) |

|                                        |          |         |                 |                                                                                            |
| 31 maart 2004 «onderlinge duels» 20:00 | Hongkong | 0 – 1   | China           | Siu Sai Wansportveld, Hong Kong Toeschouwers: 9.000 Scheidsrechter: Mongkol Rungklay (THA) |
| 31 maart 2004 «onderlinge duels» 20:00 |          | Verslag | 71' Hao Haidong | Siu Sai Wansportveld, Hong Kong Toeschouwers: 9.000 Scheidsrechter: Mongkol Rungklay (THA) |

|                                        |          |         |                            |                                                                                          |
| 31 maart 2004 «onderlinge duels» 20:45 | Maleisië | 0 – 2   | Koeweit                    | Darulmakmurstadion, Kuantan Toeschouwers: 9.327 Scheidsrechter: Kazuhiko Matsumura (JPN) |
| 31 maart 2004 «onderlinge duels» 20:45 |          | Verslag | 75' Al-Muttwa 87' Al Harbi | Darulmakmurstadion, Kuantan Toeschouwers: 9.327 Scheidsrechter: Kazuhiko Matsumura (JPN) |

|                                      |                                                    |         |          |                                                                               |
| 9 juni 2004 «onderlinge duels» 19:30 | China                                              | 4 – 0   | Maleisië | TEDA-stadion, Tianjin Toeschouwers: 35.000 Scheidsrechter: Park Sang-gu (KOR) |
| 9 juni 2004 «onderlinge duels» 19:30 | Hao Haidong 43' Sun Jihai 62' Li Xiaopeng 66', 76' | Verslag |          | TEDA-stadion, Tianjin Toeschouwers: 35.000 Scheidsrechter: Park Sang-gu (KOR) |

|                                      |                                                    |         |          |                                                                                 |
| 9 juni 2004 «onderlinge duels» 20:30 | Koeweit                                            | 4 – 0   | Hongkong | Kazma SC Stadion, Koeweit Toeschouwers: 9.000 Scheidsrechter: Tallat Najm (LIB) |
| 9 juni 2004 «onderlinge duels» 20:30 | Seraj 12' Al-Muttwa 38' Al Enezi 45' Al Dawood 75' | Verslag |          | Kazma SC Stadion, Koeweit Toeschouwers: 9.000 Scheidsrechter: Tallat Najm (LIB) |

|                                           |          |         |                           |                                                                                              |
| 8 september 2004 «onderlinge duels» 20:00 | Hongkong | 0 – 2   | Koeweit                   | Siu Sai Wansportveld, Hong Kong Toeschouwers: 1.500 Scheidsrechter: Emil Busurmankulov (KGZ) |
| 8 september 2004 «onderlinge duels» 20:00 |          | Verslag | 38' Al Enezi 70' Humaidan | Siu Sai Wansportveld, Hong Kong Toeschouwers: 1.500 Scheidsrechter: Emil Busurmankulov (KGZ) |

|                                           |          |         |              | |
| 8 september 2004 «onderlinge duels» 20:45 | Maleisië | 0 – 1   | China        | Bandar Raya Pulau Pinang , George Town Toeschouwers: 14.000 Scheidsrechter: Jasim Abdul Karim (BHR) |
| 8 september 2004 «onderlinge duels» 20:45 |          | Verslag | 67' Li Jinyu | Bandar Raya Pulau Pinang , George Town Toeschouwers: 14.000 Scheidsrechter: Jasim Abdul Karim (BHR) |

|                                          |         |         |       |                                                                                      |
| 13 oktober 2004 «onderlinge duels» 19:00 | Koeweit | 1 – 0   | China | Kazma SC Stadion, Koeweit Toeschouwers: 10.000 Scheidsrechter: Chaiwat Kunsuta (THA) |
| 13 oktober 2004 «onderlinge duels» 19:00 | Ali 47' | Verslag |       | Kazma SC Stadion, Koeweit Toeschouwers: 10.000 Scheidsrechter: Chaiwat Kunsuta (THA) |

|                                          |                                  |         |          |                                                                                      |
| 13 oktober 2004 «onderlinge duels» 20:00 | Hongkong                         | 2 – 0   | Maleisië | Mong Kokstadion, Hong Kong Toeschouwers: 2.425 Scheidsrechter: Radwan Ghandour (LIB) |
| 13 oktober 2004 «onderlinge duels» 20:00 | Chu Siu Kei 5' Wong Chun Yue 51' | Verslag |          | Mong Kokstadion, Hong Kong Toeschouwers: 2.425 Scheidsrechter: Radwan Ghandour (LIB) |

|                                           |                                                              |         |            |                                                                                     |
| 17 november 2004 «onderlinge duels» 16:00 | Koeweit                                                      | 6 – 1   | Maleisië   | Kazma SC Stadion, Koeweit Toeschouwers: 15.000 Scheidsrechter: Nail Lutfullin (UZB) |
| 17 november 2004 «onderlinge duels» 16:00 | Al-Muttwa 17' Abdullah 60', 70' Laheeb 75', 85' Al Hamad 82' | Verslag | 19' Yahyah | Kazma SC Stadion, Koeweit Toeschouwers: 15.000 Scheidsrechter: Nail Lutfullin (UZB) |

|                                           |                                                                                    |         |          |                                                                                  |
| 17 november 2004 «onderlinge duels» 21:00 | China                                                                              | 7 – 0   | Hongkong | Tianhestadion, Guangzhou Toeschouwers: 20.300 Scheidsrechter: Lee Jong-kuk (KOR) |
| 17 november 2004 «onderlinge duels» 21:00 | Li Jinyu 8', 47' Shao Jiayi 42', 44' Xu Yunlong 49' Yu Genwei 88' Li Weifeng 90+2' | Verslag |          | Tianhestadion, Guangzhou Toeschouwers: 20.300 Scheidsrechter: Lee Jong-kuk (KOR) |

### Groep 5
De Verenigde Arabische Emiraten plaatsten zich  sinds hun deelname aan voorrondes in 1986 slechts één keer niet voor de finalepoule. Na drie wedstrijden waren de vooruitzichten opnieuw gunstig met zeven punten uit drie wedstrijden met een gelijkspel in de uitwedstrijd tegen de belangrijkste concurrent, Noord-Korea. Echter, twee zware nederlagen tegen Jemen en Thailand en overwinningen van Noord-Korea op dezelfde tegenstanders zorgde ervoor dat voor het onderlinge duel de strijd al beslist was in het voordeel van Noord-Korea.
| Nr. | Land                         | GW | W | G | V | DV | DT | DS | Ptn | Resultaat             |
| --- | ---------------------------- | -- | - | - | - | -- | -- | -- | --- | --------------------- |
| 1   | Noord-Korea                  | 6  | 3 | 2 | 1 | 11 | 5  | +6 | 11  | Naar de tweede ronde. |
| 2   | Verenigde Arabische Emiraten | 6  | 3 | 1 | 2 | 6  | 6  | 0  | 10  |                       |
| 3   | Thailand                     | 6  | 2 | 1 | 3 | 9  | 10 | –1 | 7   |                       |
| 4   | Jemen                        | 6  | 1 | 2 | 3 | 6  | 11 | –5 | 5   |                       |

|                                           |              |         |                  |                                                                                              |
| 18 februari 2004 «onderlinge duels» 16:00 | Jemen        | 1 – 1   | Noord-Korea      | Althawra Sports City Stadion, Sanaa Toeschouwers: 15.000 Scheidsrechter: Yousuf Husain (BHR) |
| 18 februari 2004 «onderlinge duels» 16:00 | Al Selwi 73' | Verslag | 85' Hong Yong-jo | Althawra Sports City Stadion, Sanaa Toeschouwers: 15.000 Scheidsrechter: Yousuf Husain (BHR) |

|                                           |                              |         |          |                                                                                                   |
| 18 februari 2004 «onderlinge duels» 19:15 | Verenigde Arabische Emiraten | 1 – 0   | Thailand | Sheikh Kalifa Internationaal Stadion, Al Ain Toeschouwers: 4.000 Scheidsrechter: Sun Baojie (CHN) |
| 18 februari 2004 «onderlinge duels» 19:15 | Rashid 22'                   | Verslag |          | Sheikh Kalifa Internationaal Stadion, Al Ain Toeschouwers: 4.000 Scheidsrechter: Sun Baojie (CHN) |

|                                        |       |         |                                            |                                                                                                 |
| 31 maart 2004 «onderlinge duels» 16:00 | Jemen | 0 – 3   | Thailand                                   | Althawra Sports City Stadion, Sanaa Toeschouwers: 25.000 Scheidsrechter: Mohammad Mansour (LIB) |
| 31 maart 2004 «onderlinge duels» 16:00 |       | Verslag | 69' Chaikamdee 71' Surasiang 88' Senamuang | Althawra Sports City Stadion, Sanaa Toeschouwers: 25.000 Scheidsrechter: Mohammad Mansour (LIB) |

|                                        |             |       |                              |                                                                                      |
| 31 maart 2004 «onderlinge duels» 16:00 | Noord-Korea | 0 – 0 | Verenigde Arabische Emiraten | Kim Il-sungstadion, Pyongyang Toeschouwers: 20.000 Scheidsrechter: Zhou Weixin (CHN) |
| 31 maart 2004 «onderlinge duels» 16:00 | Verslag     |       |                              | Kim Il-sungstadion, Pyongyang Toeschouwers: 20.000 Scheidsrechter: Zhou Weixin (CHN) |

|                                      |               |         |                                                        |                                                                                           |
| 9 juni 2004 «onderlinge duels» 19:00 | Thailand      | 1 – 4   | Noord-Korea                                            | Rajamangalastadion, Bangkok Toeschouwers: 30.000 Scheidsrechter: Vladislav Tseytlin (UZB) |
| 9 juni 2004 «onderlinge duels» 19:00 | Senamuang 51' | Verslag | 42', 71' Kim Yong-su 52' Sin Yong-nam 67' Hong Yong-jo | Rajamangalastadion, Bangkok Toeschouwers: 30.000 Scheidsrechter: Vladislav Tseytlin (UZB) |

|                                      |                               |         |       | |
| 9 juni 2004 «onderlinge duels» 20:00 | Verenigde Arabische Emiraten  | 3 – 0   | Jemen | Sheikh Kalifa Internationaal Stadion, Al Ain Toeschouwers: 5.000 Scheidsrechter: Allabergen Sapaev (TKM) |
| 9 juni 2004 «onderlinge duels» 20:00 | Abdulrahman 24' Omer 28', 73' | Verslag |       | Sheikh Kalifa Internationaal Stadion, Al Ain Toeschouwers: 5.000 Scheidsrechter: Allabergen Sapaev (TKM) |

|                                           |                                 |         |                              |                                                                                                 |
| 8 september 2004 «onderlinge duels» 16:00 | Jemen                           | 3 – 1   | Verenigde Arabische Emiraten | Althawra Sports City Stadion, Sanaa Toeschouwers: 17.000 Scheidsrechter: Khalil Al Ghamdi (KSA) |
| 8 september 2004 «onderlinge duels» 16:00 | Al Nono 22', 77' Abduljabar 49' | Verslag | 26' Omer                     | Althawra Sports City Stadion, Sanaa Toeschouwers: 17.000 Scheidsrechter: Khalil Al Ghamdi (KSA) |

|                                           |                                                        |         |               |                                                                                      |
| 8 september 2004 «onderlinge duels» 16:00 | Noord-Korea                                            | 4 – 1   | Thailand      | Yanggakdostadion, Pyongyang Toeschouwers: 20.000 Scheidsrechter: Masoud Moradi (IRN) |
| 8 september 2004 «onderlinge duels» 16:00 | An Yong-hak 49', 73' Hong Yong-jo 55' Ri Hyok-chol 60' | Verslag | 72' Suksomkit | Yanggakdostadion, Pyongyang Toeschouwers: 20.000 Scheidsrechter: Masoud Moradi (IRN) |

|                                          |                                |         |           |                                                                                    |
| 13 oktober 2004 «onderlinge duels» 15:30 | Noord-Korea                    | 2 – 1   | Jemen     | Yanggakdostadion, Pyongyang Toeschouwers: 15.000 Scheidsrechter: Võ Minh Trí (VIE) |
| 13 oktober 2004 «onderlinge duels» 15:30 | Ri Han-jae 1' Hong Yong-jo 64' | Verslag | 76' Jaber | Yanggakdostadion, Pyongyang Toeschouwers: 15.000 Scheidsrechter: Võ Minh Trí (VIE) |

|                                          |                                    |         |                              |                                                                                         |
| 13 oktober 2004 «onderlinge duels» 19:00 | Thailand                           | 3 – 0   | Verenigde Arabische Emiraten | Rajamangalastadion, Bangkok Toeschouwers: 15.000 Scheidsrechter: Yuichi Nishimura (JPN) |
| 13 oktober 2004 «onderlinge duels» 19:00 | Jakapong 10' Nanok 30' Chaiman 67' | Verslag |                              | Rajamangalastadion, Bangkok Toeschouwers: 15.000 Scheidsrechter: Yuichi Nishimura (JPN) |

|                                           |                              |         |             |                                                                                     |
| 17 november 2004 «onderlinge duels» 18:30 | Verenigde Arabische Emiraten | 1 – 0   | Noord-Korea | Al-Rashidstadion, Dubai Toeschouwers: 2.000 Scheidsrechter: Halim Abdul Hamid (MAS) |
| 17 november 2004 «onderlinge duels» 18:30 | Obaid 58'                    | Verslag |             | Al-Rashidstadion, Dubai Toeschouwers: 2.000 Scheidsrechter: Halim Abdul Hamid (MAS) |

|                                           |              |         |               |                                                                                             |
| 17 november 2004 «onderlinge duels» 19:00 | Thailand     | 1 – 1   | Jemen         | Rajamangalastadion, Bangkok Toeschouwers: 15.000 Scheidsrechter: Purushothaman Baskar (IND) |
| 17 november 2004 «onderlinge duels» 19:00 | Siriwong 95' | Verslag | 69' Al-Shehri | Rajamangalastadion, Bangkok Toeschouwers: 15.000 Scheidsrechter: Purushothaman Baskar (IND) |

### Groep 6
De strijd ging hier tussen Bahrein en Syrië, op de eerste speeldag bracht Bahrein de eerste slag toe door met 2-1 van Syrië te winnen. Beide landen verspeelden één punt tegen de overige teams, waardoor de beslissing zou vallen in de onderlinge wedstrijd. Syrië stond vlak voor tijd met 2-1 voor, maar in de laatste minuut scoorde Youssef de gelijkmaker via een ver afstandsschot, waardoor Bahrein op basis van de onderlinge resultaten onpasseerbaar was geworden.
| Nr. | Land         | GW | W | G | V | DV | DT | DS  | Ptn | Resultaat             |
| --- | ------------ | -- | - | - | - | -- | -- | --- | --- | --------------------- |
| 1   | Bahrein      | 6  | 4 | 2 | 0 | 15 | 4  | +11 | 14  | Naar de tweede ronde. |
| 2   | Syrië        | 6  | 2 | 2 | 2 | 7  | 7  | 0   | 8   |                       |
| 3   | Tadzjikistan | 6  | 2 | 1 | 3 | 5  | 9  | –4  | 7   |                       |
| 4   | Kirgizië     | 6  | 1 | 1 | 4 | 5  | 12 | –7  | 4   |                       |

|                                           |                |         |                    |                                                                                   |
| 18 februari 2004 «onderlinge duels» 15:00 | Kirgizië       | 1 – 2   | Tadzjikistan       | Spartakstadion, Bisjkek Toeschouwers: 14.000 Scheidsrechter: Nail Lutfullin (UZB) |
| 18 februari 2004 «onderlinge duels» 15:00 | Berezovsky 12' | Verslag | 31', 53' Burkhanov | Spartakstadion, Bisjkek Toeschouwers: 14.000 Scheidsrechter: Nail Lutfullin (UZB) |

|                                           |                    |         |                   |                                                                                          |
| 18 februari 2004 «onderlinge duels» 18:30 | Bahrein            | 2 – 1   | Syrië             | Al Muharraqstadion, Arad Toeschouwers: 5.000 Scheidsrechter: Adunyachart Khanthama (THA) |
| 18 februari 2004 «onderlinge duels» 18:30 | A. Hubail 64', 73' | Verslag | 80' Shekh Eleshra | Al Muharraqstadion, Arad Toeschouwers: 5.000 Scheidsrechter: Adunyachart Khanthama (THA) |

|                                        |               |         |              |                                                                                 |
| 31 maart 2004 «onderlinge duels» 16:00 | Kirgizië      | 1 – 1   | Syrië        | Spartakstadion, Bisjkek Toeschouwers: 17.000 Scheidsrechter: Praveer Bose (IND) |
| 31 maart 2004 «onderlinge duels» 16:00 | Ishenbaev 55' | Verslag | 86' Kailouni | Spartakstadion, Bisjkek Toeschouwers: 17.000 Scheidsrechter: Praveer Bose (IND) |

|                                        |              |       |         |                                                                                   |
| 31 maart 2004 «onderlinge duels» 16:00 | Tadzjikistan | 0 – 0 | Bahrein | Pamirstadion, Doesjanbe Toeschouwers: 17.000 Scheidsrechter: Shamsul Maidin (SIN) |
| 31 maart 2004 «onderlinge duels» 16:00 | Verslag      |       |         | Pamirstadion, Doesjanbe Toeschouwers: 17.000 Scheidsrechter: Shamsul Maidin (SIN) |

|                                      |                                             |         |          |                                                                                      |
| 9 juni 2004 «onderlinge duels» 19:15 | Bahrein                                     | 5 – 0   | Kirgizië | Al Muharraqstadion, Arad Toeschouwers: 2.800 Scheidsrechter: Mohamed Al Saeedi (UAE) |
| 9 juni 2004 «onderlinge duels» 19:15 | A. Hubail 12', 45', 60' Ali 66' Abdulla 82' | Verslag |          | Al Muharraqstadion, Arad Toeschouwers: 2.800 Scheidsrechter: Mohamed Al Saeedi (UAE) |

|                                       |                        |         |               |                                                                                               |
| 10 juni 2004 «onderlinge duels» 17:15 | Syrië                  | 2 – 1   | Tadzjikistan  | Khaled bin Walidstadion, Homs Toeschouwers: 18.000 Scheidsrechter: Saad Kamil Al-Fadhli (KUW) |
| 10 juni 2004 «onderlinge duels» 17:15 | Al Rashed 76' Rafe 80' | Verslag | 35' Kholmatov | Khaled bin Walidstadion, Homs Toeschouwers: 18.000 Scheidsrechter: Saad Kamil Al-Fadhli (KUW) |

|                                           |              |         |          |                                                                                           |
| 8 september 2004 «onderlinge duels» 16:00 | Tadzjikistan | 0 – 1   | Syrië    | Pamirstadion, Doesjanbe Toeschouwers: 18.000 Scheidsrechter: Subkhiddin Mohd Salleh (MAS) |
| 8 september 2004 «onderlinge duels» 16:00 |              | Verslag | 35' Rafe | Pamirstadion, Doesjanbe Toeschouwers: 18.000 Scheidsrechter: Subkhiddin Mohd Salleh (MAS) |

|                                           |                 |         |                       |                                                                                     |
| 8 september 2004 «onderlinge duels» 17:00 | Kirgizië        | 1 – 2   | Bahrein               | Spartakstadion, Bisjkek Toeschouwers: 10.000 Scheidsrechter: Mongkol Rungklay (THA) |
| 8 september 2004 «onderlinge duels» 17:00 | Kenjisariev 86' | Verslag | 23' Ali 58' M. Hubail | Spartakstadion, Bisjkek Toeschouwers: 10.000 Scheidsrechter: Mongkol Rungklay (THA) |

|                                          |                        |         |               |                                                                                   |
| 13 oktober 2004 «onderlinge duels» 15:00 | Tadzjikistan           | 2 – 1   | Kirgizië      | Pamirstadion, Doesjanbe Toeschouwers: 11.000 Scheidsrechter: Naser Al Enezi (KUW) |
| 13 oktober 2004 «onderlinge duels» 15:00 | Rabiev 19' Hakimov 37' | Verslag | 84' Chikishev | Pamirstadion, Doesjanbe Toeschouwers: 11.000 Scheidsrechter: Naser Al Enezi (KUW) |

|                                          |                                  |         |                           |                                                                                      |
| 13 oktober 2004 «onderlinge duels» 18:00 | Syrië                            | 2 – 2   | Bahrein                   | Abbasiyyinstadion, Damascus Toeschouwers: 35.000 Scheidsrechter: Masoud Moradi (IRN) |
| 13 oktober 2004 «onderlinge duels» 18:00 | Shekh Eleshra 12' Al Hussain 18' | Verslag | 27' Mahfoodh 90+2' Yousef | Abbasiyyinstadion, Damascus Toeschouwers: 35.000 Scheidsrechter: Masoud Moradi (IRN) |

|                                           |       |         |          |                                                                                      |
| 17 november 2004 «onderlinge duels» 17:00 | Syrië | 0 – 1   | Kirgizië | Abbasiyyinstadion, Damascus Toeschouwers: 1.000 Scheidsrechter: Satop Tongkhan (THA) |
| 17 november 2004 «onderlinge duels» 17:00 |       | Verslag | 47' Amin | Abbasiyyinstadion, Damascus Toeschouwers: 1.000 Scheidsrechter: Satop Tongkhan (THA) |

|                                           |                                         |         |              |                                                                                       |
| 17 november 2004 «onderlinge duels» 18:00 | Bahrein                                 | 4 – 0   | Tadzjikistan | Bahrain National Stadium, Riffa Toeschouwers: 15.000 Scheidsrechter: Sun Baojie (CHN) |
| 17 november 2004 «onderlinge duels» 18:00 | Yousef 9' Husain 41' M. Hubail 42', 77' | Verslag |              | Bahrain National Stadium, Riffa Toeschouwers: 15.000 Scheidsrechter: Sun Baojie (CHN) |

### Groep 7
Na het opzienbare succes van Zuid-Korea op het WK van 2022, waar onder Guus Hiddink een vierde plaats werd behaald vielen de resultaten tegen. Na een doelpuntloos gelijk tegen het bescheiden Malediven nam de Portugees Humberto Coelho ontslag, de Nederlander Jo Bonfrère volgde hem op. Omdat Libanon na een 2-0 nederlaag tegen Zuid-Korea drie keer won, kon het in de return voor een enorme stunt zorgen door Zuid-Korea al in de eerste ronde uit te schakelen. Het bleef bij 1-1 en in de laatste wedstrijd plaatste Zuid-Korea zich definitief voor de finale-poule door een 2-0 zege op de Malediven.
| Nr. | Land       | GW | W | G | V | DV | DT | DS | Ptn | Resultaat             |
| --- | ---------- | -- | - | - | - | -- | -- | -- | --- | --------------------- |
| 1   | Zuid-Korea | 6  | 4 | 2 | 0 | 9  | 2  | +7 | 14  | Naar de tweede ronde. |
| 2   | Libanon    | 6  | 3 | 2 | 1 | 11 | 5  | +6 | 11  |                       |
| 3   | Vietnam    | 6  | 1 | 1 | 4 | 5  | 9  | –4 | 4   |                       |
| 4   | Malediven  | 6  | 1 | 1 | 4 | 5  | 14 | –9 | 4   |                       |

|                                           |                                                                       |         |           |                                                                                               |
| 18 februari 2004 «onderlinge duels» 17:00 | Vietnam                                                               | 4 – 0   | Malediven | Mỹ Đình Nationaal Stadion, Hanoi Toeschouwers: 25.000 Scheidsrechter: Fong Yau Fat Jame (HKG) |
| 18 februari 2004 «onderlinge duels» 17:00 | Phan Văn Tài Em 9', 60' Nguyễn Minh Hải 13' Phạm Văn Quyến 80' (pen.) | Verslag |           | Mỹ Đình Nationaal Stadion, Hanoi Toeschouwers: 25.000 Scheidsrechter: Fong Yau Fat Jame (HKG) |

|                                           |                                 |         |         |                                                                                           |
| 18 februari 2004 «onderlinge duels» 19:00 | Zuid-Korea                      | 2 – 0   | Libanon | Suwon World Cupstadion, Suwon Toeschouwers: 22.000 Scheidsrechter: Maugeb Al Dosari (KSA) |
| 18 februari 2004 «onderlinge duels» 19:00 | Cha Du-ri 32' Cho Byung-kuk 51' | Verslag |         | Suwon World Cupstadion, Suwon Toeschouwers: 22.000 Scheidsrechter: Maugeb Al Dosari (KSA) |

|                                        |           |       |            |                                                                                                   |
| 31 maart 2004 «onderlinge duels» 16:00 | Malediven | 0 – 0 | Zuid-Korea | Rasmee Dhandustadion, Malé Toeschouwers: 12.000 Scheidsrechter: Anura de Silva Vidanagamage (SRI) |
| 31 maart 2004 «onderlinge duels» 16:00 | Verslag   |       |            | Rasmee Dhandustadion, Malé Toeschouwers: 12.000 Scheidsrechter: Anura de Silva Vidanagamage (SRI) |

|                                        |         |         |                         |                                                                                          |
| 31 maart 2004 «onderlinge duels» 17:00 | Vietnam | 0 – 2   | Libanon                 | Thiên Trườngstadion, Nam Định Toeschouwers: 25.000 Scheidsrechter: Ravshan Irmatov (UZB) |
| 31 maart 2004 «onderlinge duels» 17:00 |         | Verslag | 83' R. Antar 88' Hamieh | Thiên Trườngstadion, Nam Định Toeschouwers: 25.000 Scheidsrechter: Ravshan Irmatov (UZB) |

|                                      |                                   |         |         |                                                                                               |
| 9 juni 2004 «onderlinge duels» 19:00 | Zuid-Korea                        | 2 – 0   | Vietnam | Daejeon World Cupstadion, Daejeon Toeschouwers: 40.019 Scheidsrechter: Omer Al Mehannah (KSA) |
| 9 juni 2004 «onderlinge duels» 19:00 | Ahn Jung-hwan 29' Kim Do-heon 61' | Verslag |         | Daejeon World Cupstadion, Daejeon Toeschouwers: 40.019 Scheidsrechter: Omer Al Mehannah (KSA) |

|                                      |                                       |         |           |                                                                                      |
| 9 juni 2004 «onderlinge duels» 20:30 | Libanon                               | 3 – 0   | Malediven | Beiroetstadion, Beiroet Toeschouwers: 18.000 Scheidsrechter: Mahmoud Nurilddin (IRQ) |
| 9 juni 2004 «onderlinge duels» 20:30 | Zein 21' R. Antar 87' Nasseredine 93' | Verslag |           | Beiroetstadion, Beiroet Toeschouwers: 18.000 Scheidsrechter: Mahmoud Nurilddin (IRQ) |

|                                           |                     |         |                                                           |                                                                                      |
| 8 september 2004 «onderlinge duels» 16:00 | Malediven           | 2 – 5   | Libanon                                                   | Rasmee Dhandustadion, Malé Toeschouwers: 12.000 Scheidsrechter: Hassan Al Ajmi (OMA) |
| 8 september 2004 «onderlinge duels» 16:00 | Fazeel 79' Umar 88' | Verslag | 4', 58' Nasseredine 44' F. Antar 63' Chahoud 75' R. Antar | Rasmee Dhandustadion, Malé Toeschouwers: 12.000 Scheidsrechter: Hassan Al Ajmi (OMA) |

|                                           |                     |         |                                    |                                                                                                  |
| 8 september 2004 «onderlinge duels» 17:00 | Vietnam             | 1 – 2   | Zuid-Korea                         | Thống Nhấtstadion, Ho Chi Minhstad Toeschouwers: 25.000 Scheidsrechter: Toshimitsu Yoshida (JPN) |
| 8 september 2004 «onderlinge duels» 17:00 | Phan Văn Tài Em 49' | Verslag | 63' Lee Dong-gook 76' Lee Chun-soo | Thống Nhấtstadion, Ho Chi Minhstad Toeschouwers: 25.000 Scheidsrechter: Toshimitsu Yoshida (JPN) |

|                                          |                            |         |         |                                                                                  |
| 13 oktober 2004 «onderlinge duels» 15:45 | Malediven                  | 3 – 0   | Vietnam | Rasmee Dhandustadion, Malé Toeschouwers: 10.000 Scheidsrechter: Rizwan Haq (IND) |
| 13 oktober 2004 «onderlinge duels» 15:45 | Thariq 29' Ashfaq 68', 85' | Verslag |         | Rasmee Dhandustadion, Malé Toeschouwers: 10.000 Scheidsrechter: Rizwan Haq (IND) |

|                                          |                 |         |                   |                                                                                    |
| 13 oktober 2004 «onderlinge duels» 18:00 | Libanon         | 1 – 1   | Zuid-Korea        | Beiroetstadion, Beiroet Toeschouwers: 21.000 Scheidsrechter: Ravshan Irmatov (UZB) |
| 13 oktober 2004 «onderlinge duels» 18:00 | Nasseredine 28' | Verslag | 8' Choi Jin-cheul | Beiroetstadion, Beiroet Toeschouwers: 21.000 Scheidsrechter: Ravshan Irmatov (UZB) |

|                                           |         |       |         |                                                                                       |
| 17 november 2004 «onderlinge duels» 18:00 | Libanon | 0 – 0 | Vietnam | Beiroetstadion, Beiroet Toeschouwers: 1.000 Scheidsrechter: Abdulhameed Ebrahim (BHR) |
| 17 november 2004 «onderlinge duels» 18:00 | Verslag |       |         | Beiroetstadion, Beiroet Toeschouwers: 1.000 Scheidsrechter: Abdulhameed Ebrahim (BHR) |

|                                           |                                   |         |           |                                                                                       |
| 17 november 2004 «onderlinge duels» 20:00 | Zuid-Korea                        | 2 – 0   | Malediven | Seoul World Cupstadion, Seoel Toeschouwers: 64.000 Scheidsrechter: Subash Lazar (SIN) |
| 17 november 2004 «onderlinge duels» 20:00 | Kim Do-heon 66' Lee Dong-gook 80' | Verslag |           | Seoul World Cupstadion, Seoel Toeschouwers: 64.000 Scheidsrechter: Subash Lazar (SIN) |

### Groep 8
Saoedi-Arabië kende een probleemloze kwalificatie voor de finale-poule, het won alle zes wedstrijden en had een voorsprong van elf punten.
| Nr. | Land          | GW | W | G | V | DV | DT | DS  | Ptn | Resultaat             |
| --- | ------------- | -- | - | - | - | -- | -- | --- | --- | --------------------- |
| 1   | Saoedi-Arabië | 6  | 6 | 0 | 0 | 14 | 1  | +13 | 18  | Naar de tweede ronde. |
| 2   | Turkmenistan  | 6  | 2 | 1 | 3 | 8  | 10 | –2  | 7   |                       |
| 3   | Indonesië     | 6  | 2 | 1 | 3 | 8  | 12 | –4  | 7   |                       |
| 4   | Sri Lanka     | 6  | 0 | 2 | 4 | 4  | 11 | –7  | 2   |                       |

|                                           |                              |         |           |                                                                                       |
| 18 februari 2004 «onderlinge duels» 20:15 | Saoedi-Arabië                | 3 – 0   | Indonesië | Koning Fahdstadion, Riyadh Toeschouwers: 1.000 Scheidsrechter: Naser Al Ghafary (JOR) |
| 18 februari 2004 «onderlinge duels» 20:15 | Sowed 4', 39' Al-Qahtani 45' | Verslag |           | Koning Fahdstadion, Riyadh Toeschouwers: 1.000 Scheidsrechter: Naser Al Ghafary (JOR) |

|                                           |                            |         |           |                                                                                        |
| 18 februari 2004 «onderlinge duels» 19:00 | Turkmenistan               | 2 – 0   | Sri Lanka | Köpetdagstadion, Asjchabad Toeschouwers: 11.000 Scheidsrechter: Abdulla Al Banai (UAE) |
| 18 februari 2004 «onderlinge duels» 19:00 | Öwekow 40' N. Baýramow 56' | Verslag |           | Köpetdagstadion, Asjchabad Toeschouwers: 11.000 Scheidsrechter: Abdulla Al Banai (UAE) |

|                                        |                                  |         |                    | |
| 31 maart 2004 «onderlinge duels» 19:00 | Turkmenistan                     | 3 – 1   | Indonesië          | Saparmurat Turkmenbashi Olympisch Stadion, Asjchabad Toeschouwers: 5.000 Scheidsrechter: Muhammad Sahib (IRQ) |
| 31 maart 2004 «onderlinge duels» 19:00 | W. Baýramow 10', 74' Kulyýew 35' | Verslag | 30' Budi Sudarsono | Saparmurat Turkmenbashi Olympisch Stadion, Asjchabad Toeschouwers: 5.000 Scheidsrechter: Muhammad Sahib (IRQ) |

|                                        |           |         |               |                                                                                           |
| 31 maart 2004 «onderlinge duels» 18:30 | Sri Lanka | 0 – 1   | Saoedi-Arabië | Sugathadasastadion, Colombo Toeschouwers: 6.000 Scheidsrechter: Kadyrbek Chynybekov (KGZ) |
| 31 maart 2004 «onderlinge duels» 18:30 |           | Verslag | 51' Sowed     | Sugathadasastadion, Colombo Toeschouwers: 6.000 Scheidsrechter: Kadyrbek Chynybekov (KGZ) |

|                                      |                             |         |              |                                                                                            |
| 9 juni 2004 «onderlinge duels» 21:00 | Saoedi-Arabië               | 3 – 0   | Turkmenistan | Koning Fahdstadion, Riyadh Toeschouwers: 1.000 Scheidsrechter: Adunyachart Khanthama (THA) |
| 9 juni 2004 «onderlinge duels» 21:00 | Al-Meshal 27', 45' Noor 32' | Verslag |              | Koning Fahdstadion, Riyadh Toeschouwers: 1.000 Scheidsrechter: Adunyachart Khanthama (THA) |

|                                      |           |         |           |                                                                                     |
| 9 juni 2004 «onderlinge duels» 19:00 | Indonesië | 1 – 0   | Sri Lanka | Bung Karnostadion, Jakarta Toeschouwers: 30.000 Scheidsrechter: Ibrahim Nesar (BAN) |
| 9 juni 2004 «onderlinge duels» 19:00 | Aiboy 30' | Verslag |           | Bung Karnostadion, Jakarta Toeschouwers: 30.000 Scheidsrechter: Ibrahim Nesar (BAN) |

|                                           |                               |         |                    |                                                                                       |
| 8 september 2004 «onderlinge duels» 18:30 | Sri Lanka                     | 2 – 2   | Indonesië          | Sugathadasastadion, Colombo Toeschouwers: 4.000 Scheidsrechter: Marshoud Hassan (JOR) |
| 8 september 2004 «onderlinge duels» 18:30 | Steinwall 81' Karunaratne 82' | Verslag | 8' Jaya 51' Sofyan | Sugathadasastadion, Colombo Toeschouwers: 4.000 Scheidsrechter: Marshoud Hassan (JOR) |

|                                           |              |         |                | |
| 8 september 2004 «onderlinge duels» 19:00 | Turkmenistan | 0 – 1   | Saoedi-Arabië  | Saparmurat Turkmenbashi Olympisch Stadion, Asjchabad Toeschouwers: 5.000 Scheidsrechter: Kwon Jong-chul (KOR) |
| 8 september 2004 «onderlinge duels» 19:00 |              | Verslag | 47' Al-Qahtani | Saparmurat Turkmenbashi Olympisch Stadion, Asjchabad Toeschouwers: 5.000 Scheidsrechter: Kwon Jong-chul (KOR) |

|                                         |                             |         |                             |                                                                                         |
| 9 oktober 2004 «onderlinge duels» 19:00 | Sri Lanka                   | 2 – 2   | Turkmenistan                | Sugathadasastadion, Colombo Toeschouwers: 4.000 Scheidsrechter: Al Bannai Abdulla (UAE) |
| 9 oktober 2004 «onderlinge duels» 19:00 | Perera 47' Mudyanselage 57' | Verslag | 20' D. Baýramow 70' Nazarow | Sugathadasastadion, Colombo Toeschouwers: 4.000 Scheidsrechter: Al Bannai Abdulla (UAE) |

|                                          |           |         |                                            |                                                                                              |
| 12 oktober 2004 «onderlinge duels» 19:30 | Indonesië | 1 – 3   | Saoedi-Arabië                              | Bung Karnostadion, Jakarta Toeschouwers: 30.000 Scheidsrechter: Subkhiddin Mohd Salleh (MAS) |
| 12 oktober 2004 «onderlinge duels» 19:30 | Jaya 50'  | Verslag | 9' Al-Meshal 13' Abdulghani 80' Al-Qahtani | Bung Karnostadion, Jakarta Toeschouwers: 30.000 Scheidsrechter: Subkhiddin Mohd Salleh (MAS) |

|                                           |                    |         |              |                                                                                    |
| 17 november 2004 «onderlinge duels» 19:30 | Indonesië          | 3 – 1   | Turkmenistan | Bung Karnostadion, Jakarta Toeschouwers: 15.000 Scheidsrechter: Shaban Qasem (KUW) |
| 17 november 2004 «onderlinge duels» 19:30 | Jaya 20', 47', 59' | Verslag | 25' Durdyýew | Bung Karnostadion, Jakarta Toeschouwers: 15.000 Scheidsrechter: Shaban Qasem (KUW) |

|                                           |                                                 |        |           |                                                                                                 |
| 17 november 2004 «onderlinge duels» 20:00 | Saoedi-Arabië                                   | 3 – 0  | Sri Lanka | Prince Mohamed bin Fahdstadion, Dammam Toeschouwers: 2.000 Scheidsrechter: Muflah Mohamed (OMA) |
| 17 november 2004 «onderlinge duels» 20:00 | Al-Harthi 6' Al-Shalhoub 45' (pen.) Fallata 65' | Report |           | Prince Mohamed bin Fahdstadion, Dammam Toeschouwers: 2.000 Scheidsrechter: Muflah Mohamed (OMA) |

## Tweede ronde
In tegenstelling tot het vorig WK plaatsten Iran, Saoedi-Arabië, Bahrein en Oezbekistan zich opnieuw voor de tweede ronde, China, de Verenigde Arabische Emiraten en Oman werden respectievelijk uitgeschakeld door Koeweit, Noord-Korea en Japan, Zuid-Korea nam de plaats in van Qatar, Thailand en Irak.

### Groep 1
Zuid Korea stond halverwege de finale-poule bovenaan in het klassement ondanks een nederlaag tegen Saoedi-Arabië, al was er veel kritiek op bondcoach Jo Bonfrère vanwege het teleurstellende spel. Na een gelijkspel tegen Oezbekistan en een overwinning op Koeweit plaatste Zuid-Korea zich probleemloos voor de eindronde, Er bleven echter twijfels over het functioneren van Bonfrère en uiteindelijk stapte hij op. Voor de eindronde werd opnieuw een Nederlander aangesteld: Dick Advocaat.
Saoedi-Arabië plaatste zich probleemloos voor de vierde achtereenvolgende keer voor de eindronde, Het verloor geen enkele wedstrijd en na een 0-1 overwinning op Zuid-Korea eindigde het land als eerste in de groep. Voor de plaats in de play-offs was het duel tussen Oezbekistan en Koeweit beslissend, Koeweit had genoeg aan een gelijkspel. De Koeweiti namen een 0-2 voorsprong, de voorsprong werd weggegeven en uiteindelijk scoorde Anvarjon Soliev namens Oezbekistan de winnende treffer.
| Nr. | Land          | GW | W | G | V | DV | DT | DS | Ptn | Resultaat                              |
| --- | ------------- | -- | - | - | - | -- | -- | -- | --- | -------------------------------------- |
| 1   | Saoedi-Arabië | 6  | 4 | 2 | 0 | 10 | 1  | +9 | 14  | Gekwalificeerd voor het hoofdtoernooi. |
| 2   | Zuid-Korea    | 6  | 3 | 1 | 2 | 9  | 5  | +4 | 10  | Gekwalificeerd voor het hoofdtoernooi. |
| 3   | Oezbekistan   | 6  | 1 | 2 | 3 | 7  | 11 | –4 | 5   | Play-off                               |
| 4   | Koeweit       | 6  | 1 | 1 | 4 | 4  | 13 | –9 | 4   |                                        |

|                                          |                                     |         |         |                                                                                         |
| 9 februari 2005 «onderlinge duels» 20:05 | Zuid-Korea                          | 2 – 0   | Koeweit | Seoul World Cupstadion, Seoel Toeschouwers: 53.287 Scheidsrechter: Shamsul Maidin (SIN) |
| 9 februari 2005 «onderlinge duels» 20:05 | Lee Dong-Gook 23' Lee Young-pyo 81' | Verslag |         | Seoul World Cupstadion, Seoel Toeschouwers: 53.287 Scheidsrechter: Shamsul Maidin (SIN) |

|                                          |              |         |               |                                                                                              |
| 9 februari 2005 «onderlinge duels» 15:45 | Oezbekistan  | 1 – 1   | Saoedi-Arabië | Pakhtakor Markaziystadion, Tasjkent Toeschouwers: 45.000 Scheidsrechter: Toru Kamikawa (JPN) |
| 9 februari 2005 «onderlinge duels» 15:45 | Soliev 90+3' | Verslag | 77' Al-Jaber  | Pakhtakor Markaziystadion, Tasjkent Toeschouwers: 45.000 Scheidsrechter: Toru Kamikawa (JPN) |

|                                        |                                   |         |            | |
| 25 maart 2005 «onderlinge duels» 19:45 | Saoedi-Arabië                     | 2 – 0   | Zuid-Korea | Prince Mohamed bin Fahdstadion, Dammam Toeschouwers: 25.000 Scheidsrechter: Subkhiddin Mohd Salleh (MAS) |
| 25 maart 2005 «onderlinge duels» 19:45 | Khariri 29' Al-Qahtani 73' (pen.) | Verslag |            | Prince Mohamed bin Fahdstadion, Dammam Toeschouwers: 25.000 Scheidsrechter: Subkhiddin Mohd Salleh (MAS) |

|                                        |                  |         |             |                                                                                 |
| 25 maart 2005 «onderlinge duels» 19:45 | Koeweit          | 2 – 1   | Oezbekistan | Kazma SC Stadion, Koeweit Toeschouwers: 12.000 Scheidsrechter: Sun Baojie (CHN) |
| 25 maart 2005 «onderlinge duels» 19:45 | Abdullah 7', 62' | Verslag | 77' Geynrix | Kazma SC Stadion, Koeweit Toeschouwers: 12.000 Scheidsrechter: Sun Baojie (CHN) |

|                                        |         |       |               |                                                                                    |
| 30 maart 2005 «onderlinge duels» 19:45 | Koeweit | 0 – 0 | Saoedi-Arabië | Kazma SC Stadion, Koeweit Toeschouwers: 25.000 Scheidsrechter: Masoud Moradi (IRN) |
| 30 maart 2005 «onderlinge duels» 19:45 | Verslag |       |               | Kazma SC Stadion, Koeweit Toeschouwers: 25.000 Scheidsrechter: Masoud Moradi (IRN) |

|                                        |                                     |         |             |                                                                                      |
| 30 maart 2005 «onderlinge duels» 20:05 | Zuid-Korea                          | 2 – 1   | Oezbekistan | Seoul World Cupstadion, Seoel Toeschouwers: 62.857 Scheidsrechter: Tallat Najm (LIB) |
| 30 maart 2005 «onderlinge duels» 20:05 | Lee Young-pyo 55' Lee Dong-Gook 62' | Verslag | 79' Geynrix | Seoul World Cupstadion, Seoel Toeschouwers: 62.857 Scheidsrechter: Tallat Najm (LIB) |

|                                      |                                    |         |         |                                                                                    |
| 3 juni 2005 «onderlinge duels» 21:05 | Saoedi-Arabië                      | 3 – 0   | Koeweit | Koning Fahdstadion, Riyad Toeschouwers: 72.000 Scheidsrechter: Toru Kamikawa (JPN) |
| 3 juni 2005 «onderlinge duels» 21:05 | Al-Shalhoub 19', 49' Al-Harthi 83' | Verslag |         | Koning Fahdstadion, Riyad Toeschouwers: 72.000 Scheidsrechter: Toru Kamikawa (JPN) |

|                                      |               |         |                      |                                                                                              |
| 3 juni 2005 «onderlinge duels» 18:00 | Oezbekistan   | 1 – 1   | Zuid-Korea           | Pakhtakor Markaziystadion, Tasjkent Toeschouwers: 40.000 Scheidsrechter: Masoud Moradi (IRN) |
| 3 juni 2005 «onderlinge duels» 18:00 | Sjatskich 62' | Verslag | 90+1' Park Chu-young | Pakhtakor Markaziystadion, Tasjkent Toeschouwers: 40.000 Scheidsrechter: Masoud Moradi (IRN) |

|                                      |         |         |                                                                                 |                                                                                            |
| 8 juni 2005 «onderlinge duels» 20:45 | Koeweit | 0 – 4   | Zuid-Korea                                                                      | Kazma SC Stadion, Koeweit Toeschouwers: 15.000 Scheidsrechter: Adunyachart Khanthama (THA) |
| 8 juni 2005 «onderlinge duels» 20:45 |         | Verslag | 19' Park Chu-young 29' (pen.) Lee Dong-Gook 55' Chung Kyung-ho 61' Park Ji-sung | Kazma SC Stadion, Koeweit Toeschouwers: 15.000 Scheidsrechter: Adunyachart Khanthama (THA) |

|                                      |                                |         |             |                                                                                   |
| 8 juni 2005 «onderlinge duels» 21:05 | Saoedi-Arabië                  | 3 – 0   | Oezbekistan | Koning Fahdstadion, Riyad Toeschouwers: 72.000 Scheidsrechter: Huang Junjie (CHN) |
| 8 juni 2005 «onderlinge duels» 21:05 | Al-Jaber 8', 60' Al-Harthi 87' | Verslag |             | Koning Fahdstadion, Riyad Toeschouwers: 72.000 Scheidsrechter: Huang Junjie (CHN) |

|                                           |            |         |               |                                                                                          |
| 17 augustus 2005 «onderlinge duels» 20:05 | Zuid-Korea | 0 – 1   | Saoedi-Arabië | Seoul World Cupstadion, Seoel Toeschouwers: 61.586 Scheidsrechter: Chaiwat Kunsuta (THA) |
| 17 augustus 2005 «onderlinge duels» 20:05 |            | Verslag | 5' Al-Anbar   | Seoul World Cupstadion, Seoel Toeschouwers: 61.586 Scheidsrechter: Chaiwat Kunsuta (THA) |

|                                           |                                              |         |                            | |
| 17 augustus 2005 «onderlinge duels» 18:05 | Oezbekistan                                  | 3 – 2   | Koeweit                    | Pakhtakor Markaziystadion, Tasjkent Toeschouwers: 40.000 Scheidsrechter: Subkhiddin Mohd Salleh (MAS) |
| 17 augustus 2005 «onderlinge duels» 18:05 | Djeparov 41' (pen.) Sjatskich 62' Soliev 76' | Verslag | 16' Al-Muttwa 31' Abdullah | Pakhtakor Markaziystadion, Tasjkent Toeschouwers: 40.000 Scheidsrechter: Subkhiddin Mohd Salleh (MAS) |

### Groep 2
Japan en Iran hadden weinig problemen zich te plaatsen voor de eindronde, alleen Iran verspeelde in de eerste ronde een punt tegen Bahrein, voor de rest waren er alleen overwinningen van beide teams. Noord-Korea kende een tumultueuze kwalificatie, in de eerste wedstrijd was Noord Korea dichtbij een gelijkspel in Tokyo, maar Japan maakte diep in blessure-tijd de winnende treffer. Na de tweede wedstrijd diende Noord-Korea al een klacht in bij de FIFA in na een nederlaag tegen Bahrein, maar na opnieuw ontevredenheid over de arbitrage braken rellen uit in Pyongyang, een unicum in het gesloten land. Als straf moesten de Koreanen de laatste wedstrijd buitenshuis spelen, de ploeg verloor vijf wedstrijden op rij. Bahrein begon goed aan de kwalificatie met een zege en een gelijkspel, maar verloor de laatste vier wedstrijden, deze resultaten waren echter genoeg om zich te plaatsen voor de Play-Offs.
| Nr. | Land        | GW | W | G | V | DV | DT | DS | Ptn | Resultaat                              |
| --- | ----------- | -- | - | - | - | -- | -- | -- | --- | -------------------------------------- |
| 1   | Japan       | 6  | 5 | 0 | 1 | 9  | 4  | +5 | 15  | Gekwalificeerd voor het hoofdtoernooi. |
| 2   | Iran        | 6  | 4 | 1 | 1 | 7  | 3  | +4 | 13  | Gekwalificeerd voor het hoofdtoernooi. |
| 3   | Bahrein     | 6  | 1 | 1 | 4 | 4  | 7  | –3 | 4   | Play-off                               |
| 4   | Noord-Korea | 6  | 1 | 0 | 5 | 5  | 11 | –6 | 3   |                                        |

|                                          |                          |         |                   |                                                                                     |
| 9 februari 2005 «onderlinge duels» 19:30 | Japan                    | 2 – 1   | Noord-Korea       | Saitamastadion, Saitama Toeschouwers: 60.000 Scheidsrechter: Khalil Al Ghamdi (KSA) |
| 9 februari 2005 «onderlinge duels» 19:30 | Ogasawara 4' Oguro 90+1' | Verslag | 61' Nam Song-Chol | Saitamastadion, Saitama Toeschouwers: 60.000 Scheidsrechter: Khalil Al Ghamdi (KSA) |

|                                          |         |       |      | |
| 9 februari 2005 «onderlinge duels» 18:35 | Bahrein | 0 – 0 | Iran | Bahrain National Stadium, Manama Toeschouwers: 25.000 Scheidsrechter: Subkhiddin Mohd Salleh (MAS) |
| 9 februari 2005 «onderlinge duels» 18:35 | Verslag |       |      | Bahrain National Stadium, Manama Toeschouwers: 25.000 Scheidsrechter: Subkhiddin Mohd Salleh (MAS) |

|                                        |                   |         |             |                                                                                           |
| 25 maart 2005 «onderlinge duels» 15:35 | Noord-Korea       | 1 – 2   | Bahrein     | Kim Il-sungstadion, Pyongyang Toeschouwers: 50.000 Scheidsrechter: Mongkol Rungklay (THA) |
| 25 maart 2005 «onderlinge duels» 15:35 | Pak Song-Gwan 63' | Verslag | 7', 58' Ali | Kim Il-sungstadion, Pyongyang Toeschouwers: 50.000 Scheidsrechter: Mongkol Rungklay (THA) |

|                                        |                    |         |               |                                                                                  |
| 25 maart 2005 «onderlinge duels» 18:05 | Iran               | 2 – 1   | Japan         | Azadistadion, Teheran Toeschouwers: 110.000 Scheidsrechter: Shamsul Maidin (SIN) |
| 25 maart 2005 «onderlinge duels» 18:05 | Hashemian 13', 75' | Verslag | 66' Fukunishi | Azadistadion, Teheran Toeschouwers: 110.000 Scheidsrechter: Shamsul Maidin (SIN) |

|                                        |             |         |                             |                                                                                         |
| 30 maart 2005 «onderlinge duels» 15:35 | Noord-Korea | 0 – 2   | Iran                        | Kim Il-sungstadion, Pyongyang Toeschouwers: 55.000 Scheidsrechter: Mohammed Kousa (SYR) |
| 30 maart 2005 «onderlinge duels» 15:35 |             | Verslag | 34' Mahdavikia 79' Nekounam | Kim Il-sungstadion, Pyongyang Toeschouwers: 55.000 Scheidsrechter: Mohammed Kousa (SYR) |

|                                        |                    |         |         |                                                                                    |
| 30 maart 2005 «onderlinge duels» 19:30 | Japan              | 1 – 0   | Bahrein | Saitamastadion, Saitama Toeschouwers: 67.549 Scheidsrechter: Ravshan Irmatov (UZB) |
| 30 maart 2005 «onderlinge duels» 19:30 | Salmeen 72' (e.d.) | Verslag |         | Saitamastadion, Saitama Toeschouwers: 67.549 Scheidsrechter: Ravshan Irmatov (UZB) |

|                                      |            |         |             |                                                                                   |
| 3 juni 2005 «onderlinge duels» 19:05 | Iran       | 1 – 0   | Noord-Korea | Azadistadion, Teheran Toeschouwers: 35.000 Scheidsrechter: Khalil Al Ghamdi (KSA) |
| 3 juni 2005 «onderlinge duels» 19:05 | Rezaei 45' | Verslag |             | Azadistadion, Teheran Toeschouwers: 35.000 Scheidsrechter: Khalil Al Ghamdi (KSA) |

|                                      |         |         |               | |
| 3 juni 2005 «onderlinge duels» 19:30 | Bahrein | 0 – 1   | Japan         | Bahrain National Stadium, Manama Toeschouwers: 32.000 Scheidsrechter: Subkhiddin Mohd Salleh (MAS) |
| 3 juni 2005 «onderlinge duels» 19:30 |         | Verslag | 34' Ogasawara | Bahrain National Stadium, Manama Toeschouwers: 32.000 Scheidsrechter: Subkhiddin Mohd Salleh (MAS) |

|                                      |             |         |         |                                                                                 |
| 8 juni 2005 «onderlinge duels» 19:05 | Iran        | 1 – 0   | Bahrein | Azadistadion, Teheran Toeschouwers: 80.000 Scheidsrechter: Kwon Jong-Chul (KOR) |
| 8 juni 2005 «onderlinge duels» 19:05 | Nosrati 48' | Verslag |         | Azadistadion, Teheran Toeschouwers: 80.000 Scheidsrechter: Kwon Jong-Chul (KOR) |

|                                      |             |         |                          |                                                                                                   |
| 8 juni 2005 «onderlinge duels» 17:35 | Noord-Korea | 0 – 2   | Japan                    | Suphachalasaistadion, Bangkok (Thailand) Toeschouwers: 0 Scheidsrechter: Frank De Bleeckere (BEL) |
| 8 juni 2005 «onderlinge duels» 17:35 |             | Verslag | 67' Yanagisawa 89' Oguro | Suphachalasaistadion, Bangkok (Thailand) Toeschouwers: 0 Scheidsrechter: Frank De Bleeckere (BEL) |

|                                           |                    |         |                 |                                                                                                   |
| 17 augustus 2005 «onderlinge duels» 19:30 | Japan              | 2 – 1   | Iran            | Internationaal Stadion Yokohama, Yokohama Toeschouwers: 66.098 Scheidsrechter: Qasem Shaban (KUW) |
| 17 augustus 2005 «onderlinge duels» 19:30 | Kaji 28' Oguro 76' | Verslag | 79' (pen.) Daei | Internationaal Stadion Yokohama, Yokohama Toeschouwers: 66.098 Scheidsrechter: Qasem Shaban (KUW) |

|                                           |                 |         |                                                    |                                                                                           |
| 17 augustus 2005 «onderlinge duels» 19:35 | Bahrein         | 2 – 3   | Noord-Korea                                        | Bahrain National Stadium, Manama Toeschouwers: 3.000 Scheidsrechter: Shamsul Maidin (SIN) |
| 17 augustus 2005 «onderlinge duels» 19:35 | Isa 49' Ali 54' | Verslag | 28' Choe Chol-Man 43' Kim Chol-Ho 90' An Chol-Hyok | Bahrain National Stadium, Manama Toeschouwers: 3.000 Scheidsrechter: Shamsul Maidin (SIN) |

## Play-off
In de eerste wedstrijd gebeurde iets merkwaardigs, bij een 1-0 stand voor Oezbekistan benutte een Oezbekistaan een strafschop, maar de Japanse scheidsrechter keurde de strafschop af en gaf een vrije trap aan Bahrein. Na de wedstrijd, die in 1-0 eindigde diende Oezbekistan een klacht in en rekende op een reglementaire 3-0 overwinning. De FIFA erkende de technische fout van de scheidsrechter, maar besloot dat de wedstrijd overgespeeld moest worden. Deze wedstrijd eindigde in een 1-1 gelijkspel en na een doelpuntloos gelijkspel in Manama plaatste Bahrein zich voor de intercontinentale Play-Offs tegen Trinidad en Tobago.
|                                         |               |         |            |                                                                                                |
| 8 oktober 2005 «onderlinge duels» 17:05 | Oezbekistan   | 1 – 1   | Bahrein    | Pakhtakor Markaziystadion, Tasjkent Toeschouwers: 55.000 Scheidsrechter: Massimo Busacca (SUI) |
| 8 oktober 2005 «onderlinge duels» 17:05 | Sjatskich 19' | Verslag | Yousef 17' | Pakhtakor Markaziystadion, Tasjkent Toeschouwers: 55.000 Scheidsrechter: Massimo Busacca (SUI) |

|                                          |         |       |             |                                                                                         |
| 12 oktober 2005 «onderlinge duels» 22:00 | Bahrein | 0 – 0 | Oezbekistan | Bahrain National Stadium, Manama Toeschouwers: 25.000 Scheidsrechter: Graham Poll (ENG) |
| 12 oktober 2005 «onderlinge duels» 22:00 | Verslag |       |             | Bahrain National Stadium, Manama Toeschouwers: 25.000 Scheidsrechter: Graham Poll (ENG) |

Bahrein won vanwege het uitdoelpunt en plaatst zich voor de AFC-CONCACAF play-off.

## Intercontinentale play-off
Bahrein mocht een play-off wedstrijd spelen tegen de nummer 4 uit Noord-Amerika.
|                                                   |                    |         |             |                                                                                              |
| 12 november 2005 «onderlinge duels» 18:30 (UTC−4) | Trinidad en Tobago | 1 – 1   | Bahrein     | Hasely Crawfordstadion, Port of Spain Toeschouwers: 24.991 Scheidsrechter: Mark Shield (AUS) |
| 12 november 2005 «onderlinge duels» 18:30 (UTC−4) | Birchall 76'       | Verslag | Ghuloom 72' | Hasely Crawfordstadion, Port of Spain Toeschouwers: 24.991 Scheidsrechter: Mark Shield (AUS) |

|                                                   |         |         |                    |                                                                                       |
| 16 november 2005 «onderlinge duels» 19:00 (UTC+3) | Bahrein | 0 – 1   | Trinidad en Tobago | Bahrain National Stadium, Riffa Toeschouwers: 35.000 Scheidsrechter: Óscar Ruiz (COL) |
| 16 november 2005 «onderlinge duels» 19:00 (UTC+3) |         | Verslag | Lawrence 49'       | Bahrain National Stadium, Riffa Toeschouwers: 35.000 Scheidsrechter: Óscar Ruiz (COL) |

Trinidad en Tobago plaatst zich voor het wereldkampioenschap voetbal 2006.